# Rathaus (Nürnberg)

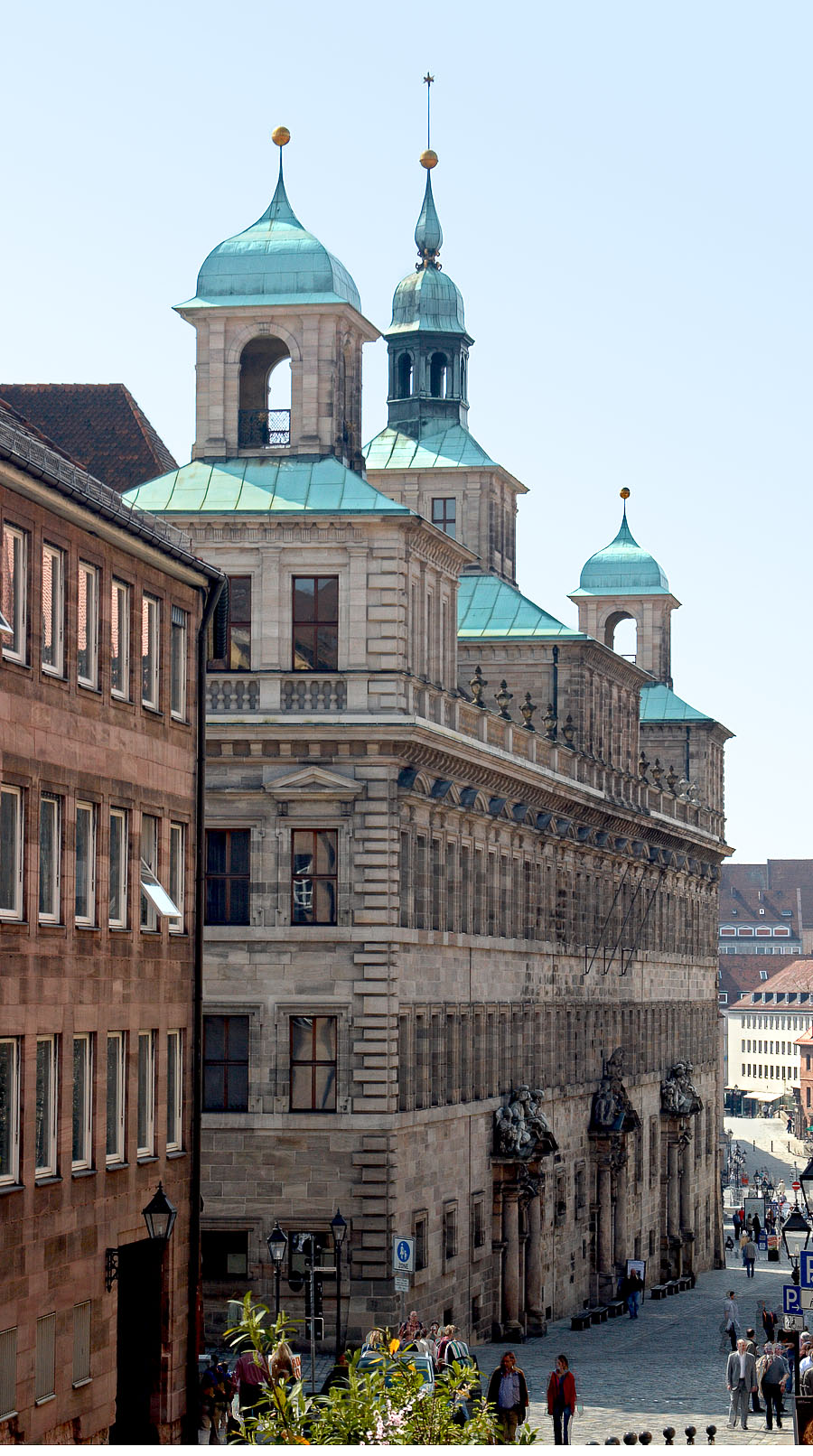
Westfassade (Wolff’scher Bau) des Alten Rathauses von Nordwesten, 2006

Das Nürnberger Rathaus steht in der Altstadt von Nürnberg, gleich östlich des Chores der Sebalduskirche. Es gehört als eine der Sehenswürdigkeiten der Stadt zur Historischen Meile Nürnbergs. Der imposante, von 1616 bis 1622 entstandene Renaissancebau des Architekten Jakob Wolff der Jüngere (1571–1620) wurde während des Zweiten Weltkrieges stark beschädigt und musste zu großen Teilen in den 1950er Jahren wiederaufgebaut werden. Dabei wurde das Bauwerk an der Nordseite um zwei Fensterachsen verkürzt. An der Südseite ist ein im Kern gotischer Saalbau integriert, den Albrecht Dürer gestaltet hatte. Die im Kellergeschoss befindlichen Lochgefängnisse gelten als Touristenattraktion, wie auch der Schöne Brunnen, der sich direkt vor dem 1951 von Kurt Schneckendorf entworfenen und 1954 bis 1956 errichteten Neuen Rathaus befindet. Dieser Bau ersetzte die im Krieg zerstörte Häuserzeile zwischen dem Alten Rathaus und dem Hauptmarkt.

## Baugeschichte

### Altes Rathaus

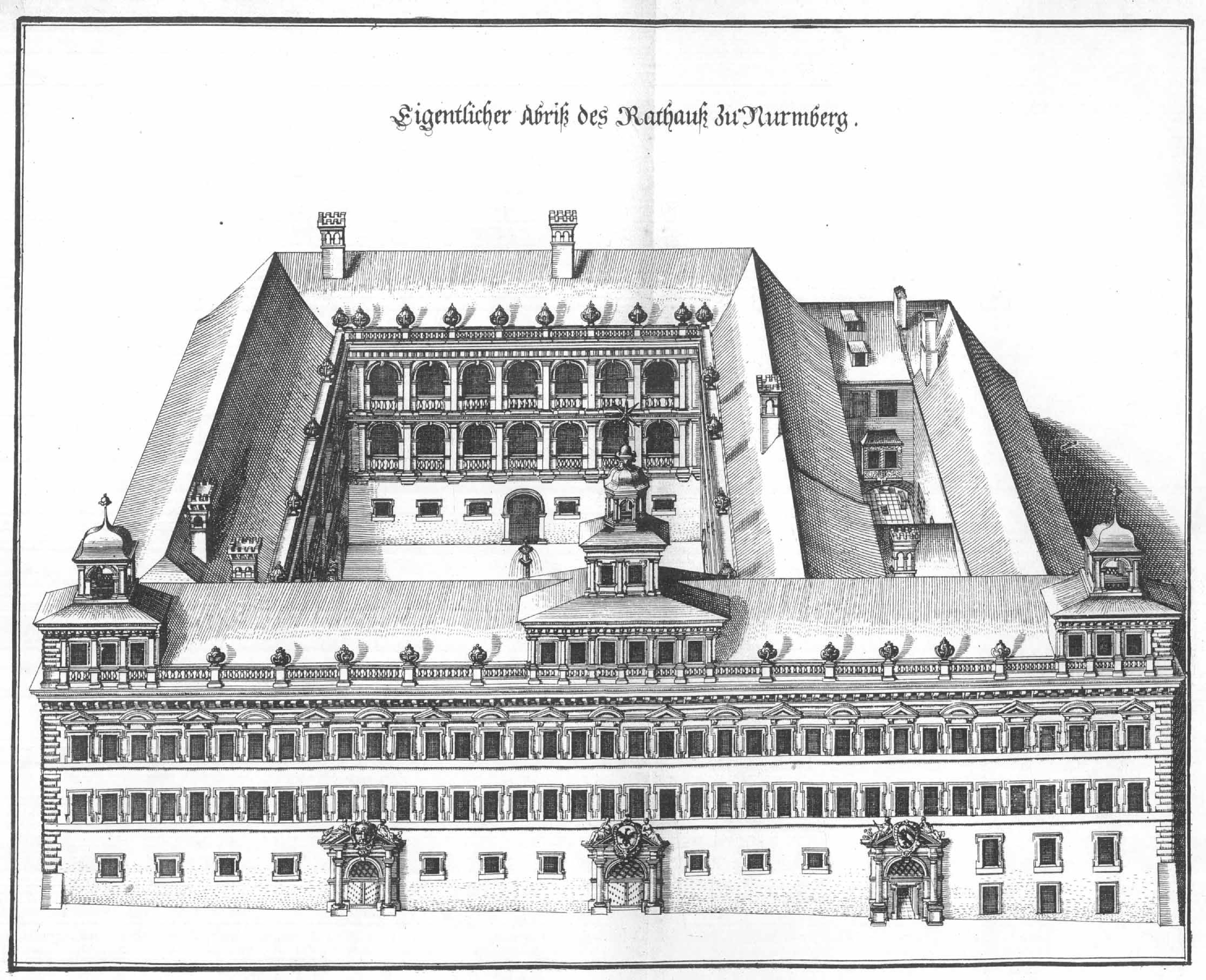
Rathaus nach Matthäus Merian (unten die Westfassade des Wolff’schen Baus)

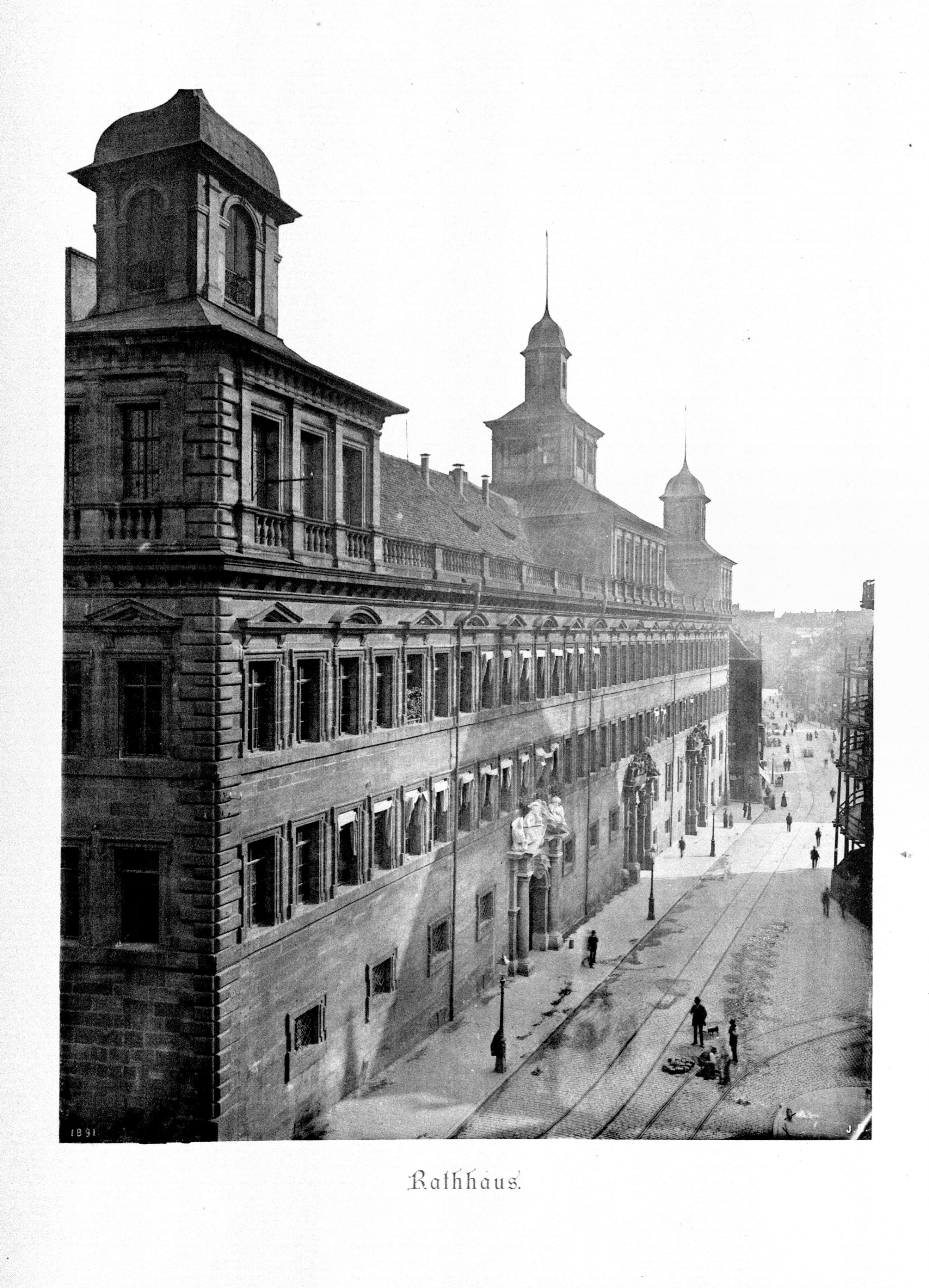
Westfassade des Alten Rathauses (Wolff'scher Bau), 1891

Bis ins 14. Jahrhundert besaß die Stadt kein eigenes Rathaus. Stattdessen trat der Rat in einem Haus der Tuchmacher zusammen, das in Urkunden wechselweise als „Gewandhaus“, nur als „Haus“ oder als „der Bürger Haus“ bezeichnet wird. Erst als die Lorenzer und Sebalder Hälften der Stadt zur universitas civium zusammengeschlossen und durch eine gemeinsame Mauer verbunden waren, erwarb der Rat 1322 ein Anwesen vom Kloster Heilsbronn und erweiterte das Areal später durch Zukäufe von Häusern und Umnutzung für Verwaltungszwecke nach Norden.

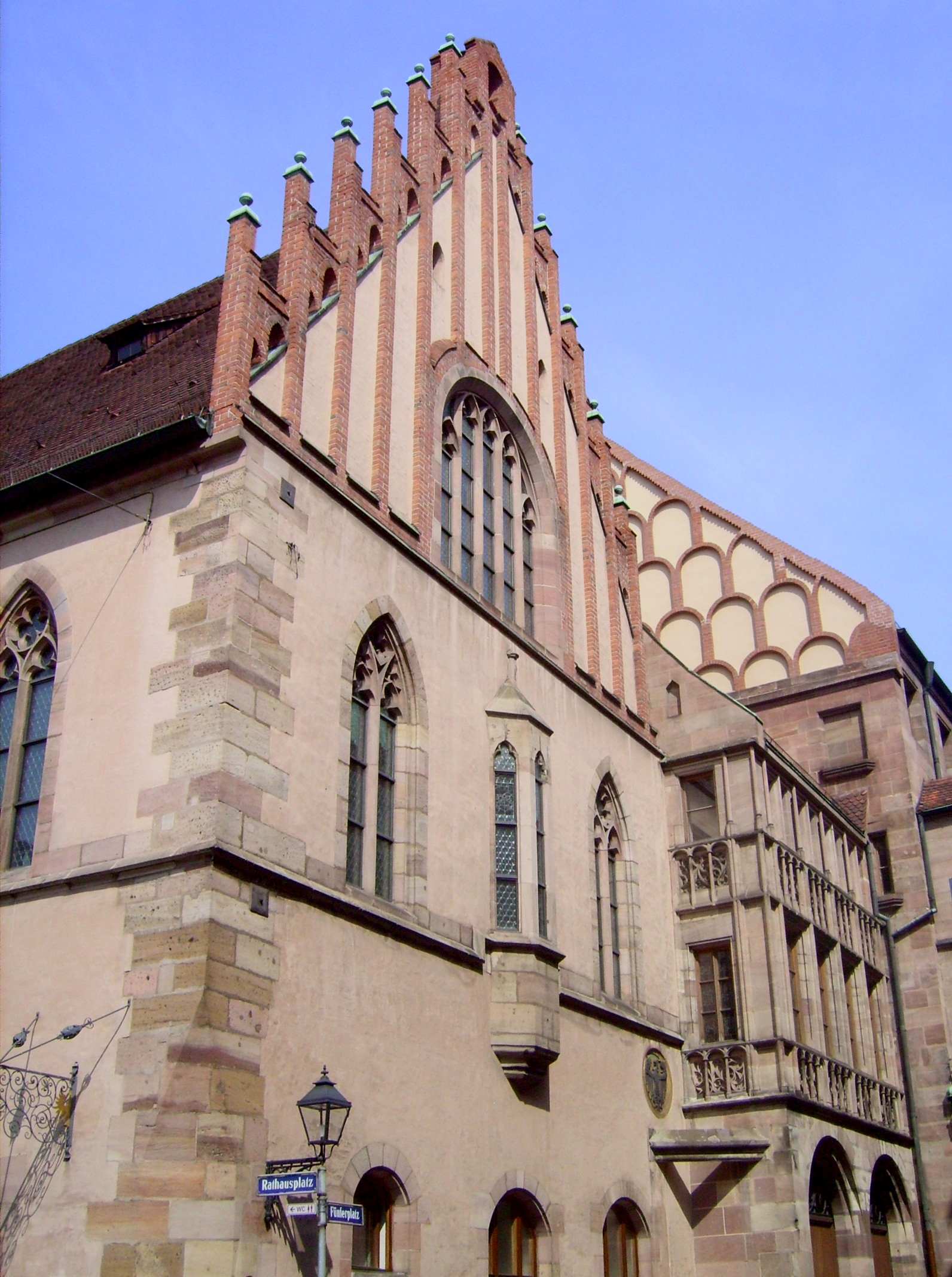
Ostfassade des Alten Rathauses mit dem gotischen Saalbau, 2006

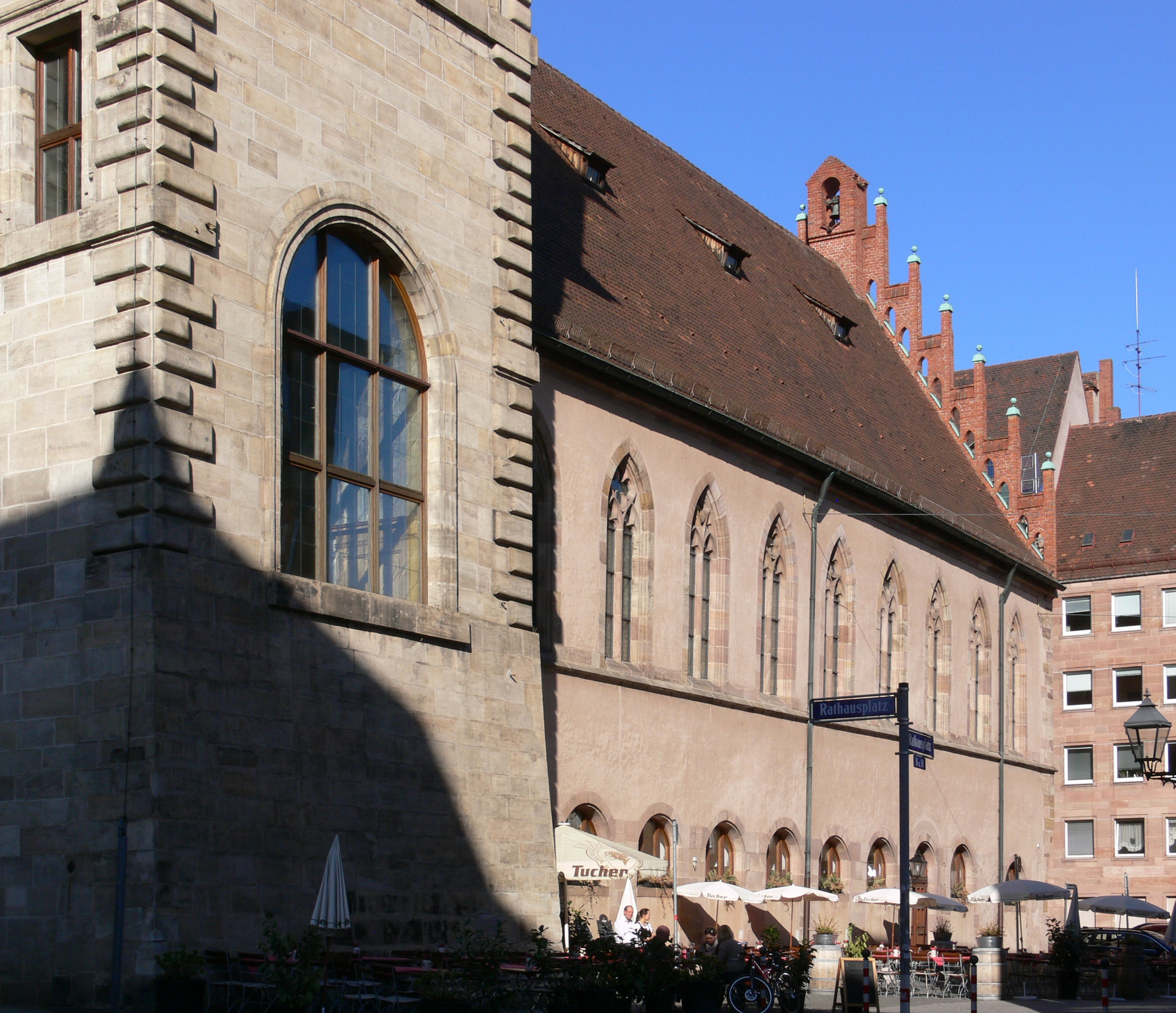
Südfassade des Alten Rathauses mit dem gotischen Saalbau, 2010

Der Saalbau auf der Südseite, der im Obergeschoss den großen Rathaussaal enthält, entstand als ältester Teil des Gebäudekomplexes 1332–1340 unter Regie des Stadtbaumeisters Philipp Groß. An den Saalbau des 14. Jahrhunderts schlossen zwei Annexbauten entlang dem Rathaushof nach Norden an, von denen der mit der Ratsstube an der Ostseite erhalten blieb.
Zu Beginn des 16. Jahrhunderts nahm der Rat der Stadt eine umfangreiche Erneuerung des Rathauses in Angriff. Der sogenannte Ratsstubenbau mit der spätgotischen Fassade wurde von Hans Beheim dem Älteren 1514–1515 im Norden errichtet. Die Fassadenbemalung wurde 1521 durchgeführt, die Ausmalung des großen Saales nach Entwürfen und unter Regie von Albrecht Dürer wurde 1521 begonnen und 1528/30 beendet. Es war das seinerzeit größte Wand- und Deckengemälde Europas und wurde erst von der zehn Jahre später begonnenen Sixtinischen Kapelle übertroffen.
Mit dem Selbstbewusstsein einer florierenden Reichsstadt entschloss man sich knapp 100 Jahre später zum Neubau in der Architektur eines italienischen Palastes. Nach Vorplanungen und Konzeption durch den Stadtbaumeister Wolf Jacob Stromer, von Jakob Wolff dem Jüngeren als Vierflügelanlage geplant (deshalb auch Wolff'scher Bau genannt), geriet der Bau 1616–1622 dann doch nicht so italienisch. Zwar spielt die Horizontale, die in der Nürnberger Geschichte bis dahin unbekannt war, in dem langgestreckten Monumentalbau eine beherrschende Rolle, doch mit den in Italien vollkommen undenkbaren Zwerchhäusern kehrt die Dachregion wieder zur heimischen Senkrechten zurück.
Die Grundsteine wurden 1616 und 1619 gelegt. Auf der Westseite opferte man ihm alle gotischen Bauelemente. Die einheitliche Fensterfront kontrastiert mit den drei Barockportalen, deren Skulpturen, unter anderem Figuren aus dem Bibelbuch Daniel, im Auftrag des Stadtrates 1617 vom Bildhauer Leonhard Kern gestaltet wurden. Über dem mittleren Portal, dem Haupteingang, prangt das Wappen des Heiligen Römischen Reiches Deutscher Nation mit dem Reichsadler.
Mit Beginn des Dreißigjährigen Krieges verlangsamten sich die Bauarbeiten und kamen 1622 zum Erliegen. Fertiggestellt und eingerichtet waren der Hauptbau im Westen sowie drei Trakte um den Rathaushof. Erst nach Ende des Krieges wurden die Gebäude vollendet. Bis heute prägt die Fassade das Rathaus.
Die Wände des kleinen Rathaussaales wurden 1825 im Zuge von Wiederherstellungsmaßnahmen durch Christian Friedrich Fues mit gemalten Bildnissen berühmter Nürnberger Stifter geschmückt. Der Magistrat ließ diesen Zyklus 1889/90 durch Historienbilder von Friedrich Wanderer ersetzen.
In der Nordostecke des großen Rathaushofes und an der Südseite der Theresienstraße wurden 1885–1889 nach Plänen von August Essenwein Neubauten im neugotischen Stil errichtet. Hans Pylipp baute, etwa zeitgleich, anstelle des alten Fünferhauses am Fünferplatz ein neues Ämtergebäude. Diesem Neubau war ein Architektenwettbewerb vorausgegangen. Heinrich Wallraff lehnte seine 1907–1910 nördlich der Theresienstraße entstandenen Neubauten an die Nürnberger Renaissance des 16. Jahrhunderts an. Dafür wurden unter anderem Gebäudeteile des ehemaligen Dominikanerklosters abgerissen.
1944/45 brannte nach Bombentreffern während der Luftangriffe auf Nürnberg der gesamte Rathauskomplex bis auf die Umfassungsmauern aus. Erst 1956–1962 wurde unter der Leitung von Harald Clauß das Alte Rathaus auf dieser Ruine wieder aufgebaut. Der Alte Rathaussaal wurde innenseitig erst zwischen 1982 und 1985 samt Wandverkleidung und der kassettierten hölzernen Tonnendecke wiederhergestellt. Weil die Fotodokumentation der einst von der Werkstatt Albrecht Dürers nach dessen Entwürfen ausgeführten Wandbemalung verschollen war, wurde der Maler Michael Mathias Prechtl mit einem Entwurf für eine zeitgenössische Bemalung beauftragt. Nach langer kontroverser und erbitterter Diskussion zog Prechtl seinen Entwurf 1988 zurück, die Wände blieben weiß, die Kommunalpolitik beschloss eine „Denkpause“. Nach einer Videoinstallation im Sommer des Dürer-Jubiläumsjahrs 2012, bei der sowohl eine Animation auf Grundlage der wiederaufgefundenen Fotodokumentation von 1944 wie auch die Projektion des Prechtl-Entwurfs auf der bis heute weißen Wand gezeigt wurde, erhob sich eine erneute Diskussion um die Wiederherstellung der Ausmalung.

### Neues Rathaus

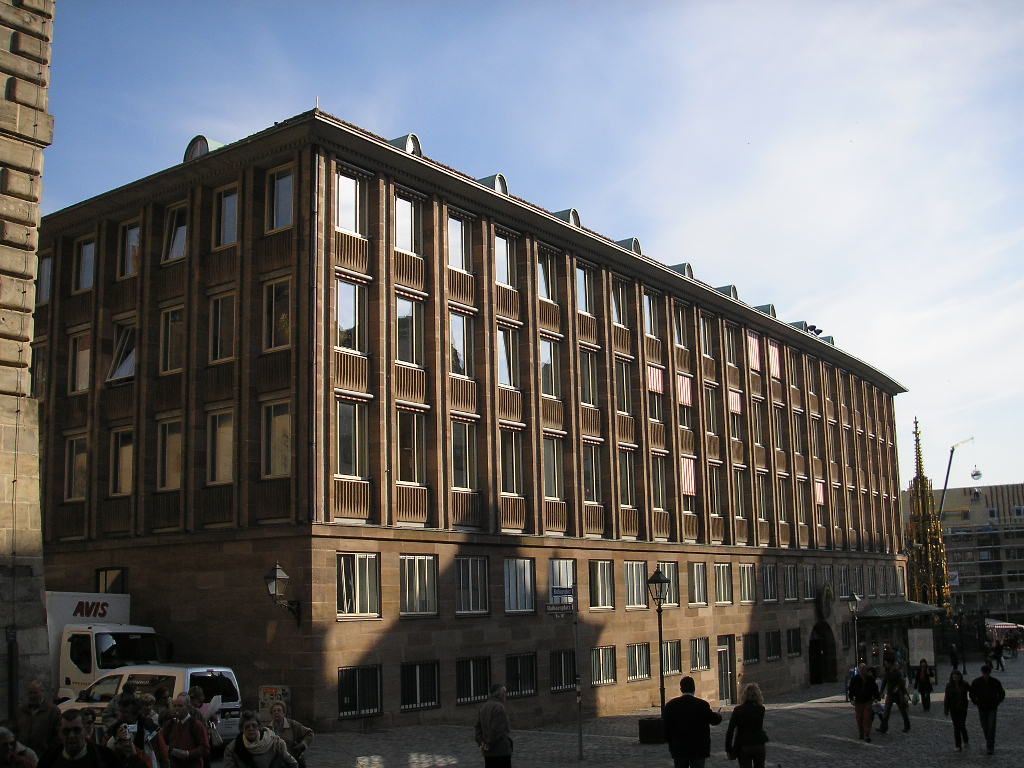
Westfassade des Neuen Rathauses von Nordwesten, 2007

Die Gebäude zwischen Rathaus und dem nördlichen Abschluss des Hauptmarktes wurden während des Zweiten Weltkrieges ebenfalls zerstört. 1951 plante der Architekt Kurt Schneckendorf an deren Stelle das sogenannte Neue Rathaus (auch Schneckendorf-Bau), das 1954 bis 1956 errichtet wurde. Das Neue Rathaus ist im Stil der 1950er Jahre mit einer Rasterfassade ausgebildet. Für die Lisenen hat man passend zum historischen Stadtbild Sandstein verwendet. Die Flucht des neuen Gebäudes weicht vom rechten Winkel nach innen ab und gibt den Blick zum Südturm des Alten Rathauses frei.

## Trivia

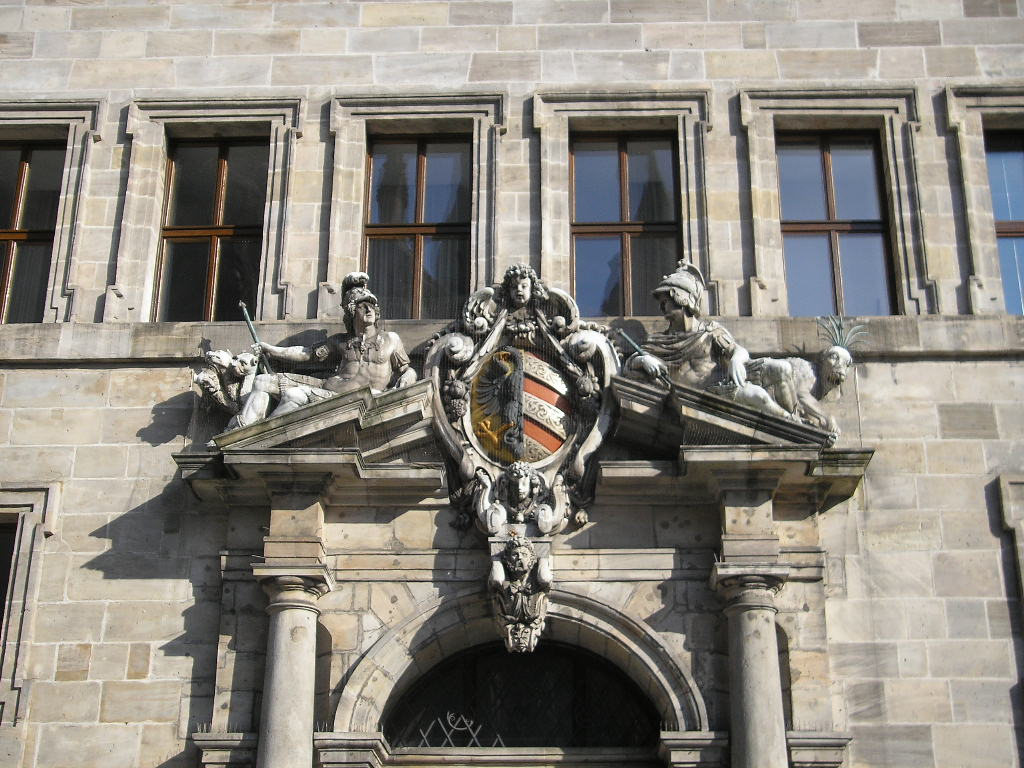
Rechtes Portal der Westfassade mit dem vielköpfigen, geflügelten Leoparden und dem Tier mit zehn Hörnern aus Daniel 7 von Leonhard Kern

In einem Nebenraum der Ehrenhalle waren bis 2013 Repliken der Reichskrone, des Reichszepters und des Reichsapfels des Heiligen Römischen Reiches Deutscher Nation ausgestellt. Anschließend waren sie auf der Kaiserburg ausgestellt. Ab Herbst 2016 sollen sie den Mittelpunkt der Dauerausstellung im Stadtmuseum Fembohaus bilden. Die originalen Reichskleinodien waren einst zur ewigen Verwahrung in Nürnberg bestimmt und befinden sich seit 1800 in Wien.
Unter den Skulpturen, die auf den drei Barockportalen an der Westfront des Rathauses thronen, welche 1617 vom Bildhauer Leonhard Kern geschaffen wurden, sind die vier Herrscher antiker Weltreiche (Nebukadnezar II., Kyros II., Alexander der Große und Julius Cäsar) sowie Figuren, die den in den Prophezeiungen im 7. Kapitel des Buches Daniel im Alten Testament der Bibel erwähnten Tieren nachempfunden sind, wo sie für verschiedene Weltmächte (Babylon, Medo-Persien, Griechenland und Rom) in der Geschichte stehen: auf dem Portal links vom Haupteingang der Löwe mit Adlerflügeln (Dan 7,4 ) (neben Nebukadnezar) und der Bär mit drei Rippen im Maul (Dan 7,5 ) (neben Kyros), auf dem Portal rechts vom Haupteingang der Leopard  mit vier Vogelflügeln und vier Köpfen (Dan 7,6 ) (neben Alexander) sowie das geheimnisvolle Tier mit den eisernen Zähnen und zehn (bzw. elf, mit einem von dem Künstler hinzugefügten Turban) die 10 Germanenstämme (und das Papsttum) darstellenden Hörnern (Dan 7,7 ) (neben Julius Cäsar).